# Georg Rothenburger
Georg Rothenburger (* 7. Januar 1984 in Erlabrunn) ist ein deutscher Handballspieler.

## Karriere
Rothenburger begann das Handballspielen bereits im Alter von neun Jahren in Graz. Zur Saison 2003/04 wechselte er in seine Heimat zum EHV Aue. Erst 2013 unterschrieb er aufgrund familiärer Umstände erneut einen Vertrag in Österreich beim Erstligisten Union Leoben. 2015 wechselte er zum steirischen Regionalligaverein HIB Graz und stieg mit diesem in der Saison 2015/16 in die zweithöchste österreichische Handballliga auf.
Er ist der Sohn des ehemaligen DDR-Nationalspielers Georg Rothenburger senior.

## HLA-Bilanz
| Saison    | Verein       | Spielklasse | Tore | 7-Meter | Feldtore |
| --------- | ------------ | ----------- | ---- | ------- | -------- |
| 2013/14   | Union Leoben | HLA         | 56   | 0       | 56       |
| 2014/15   | Union Leoben | HLA         | 50   | 0       | 50       |
| 2013–2015 | gesamt       | HLA         | 106  | 0       | 106      |